# Loïc Wacquant
Loïc Wacquant (Montpellier, 1960) – francuski socjolog.
Specjalizuje się w socjologii miast, ubóstwie miejskim, nierównościach rasowych, ciele, teorii społecznej i etnografii.
Pracuje głównie z perspektywy socjologii adaptowanej Pierre Bourdieu, ale pozostaje pod wpływem Karl Marx i Max Weber.
Wacquant jest także bokserem rekreacyjnym i wykorzystał swój boks do napisania etnografii życia Afroamerykanów w getcie w Chicago.

## Teorie
Wacquant wyróżnia trzy typy biednych dzielnic. Getto jest społecznie wydzieloną częścią danej grupy etnicznej, w której mieszczą się różne klasy ekonomiczne tej grupy. W rezultacie ma własne złożone struktury społeczne i instytucje.
Hipergetto jest wytworem getta po emancypacji ekonomicznej bogatych i zamożnych członków grupy etnicznej i obecnie obejmuje najbiedniejszych ludzi z danej grupy etnicznej. Straciła swoje złożone struktury, co utrudnia przyszłą emancypację. Według Wacquanta hipergetto jest zjawiskiem szczególnie amerykańskim w świecie zachodnim.
Antygetto to miejsce zróżnicowane etnicznie w niektórych miastach europejskich, w którym brakuje solidarności getta i hipergetta, ale jest ono bardziej emancypacyjne niż getto i hipergetto.
Loïc Wacquant jest absolwentem HEC Paris, Université de Paris X, Uniwersytet Paryski i University of Chicago.